# Datación por termoluminiscencia

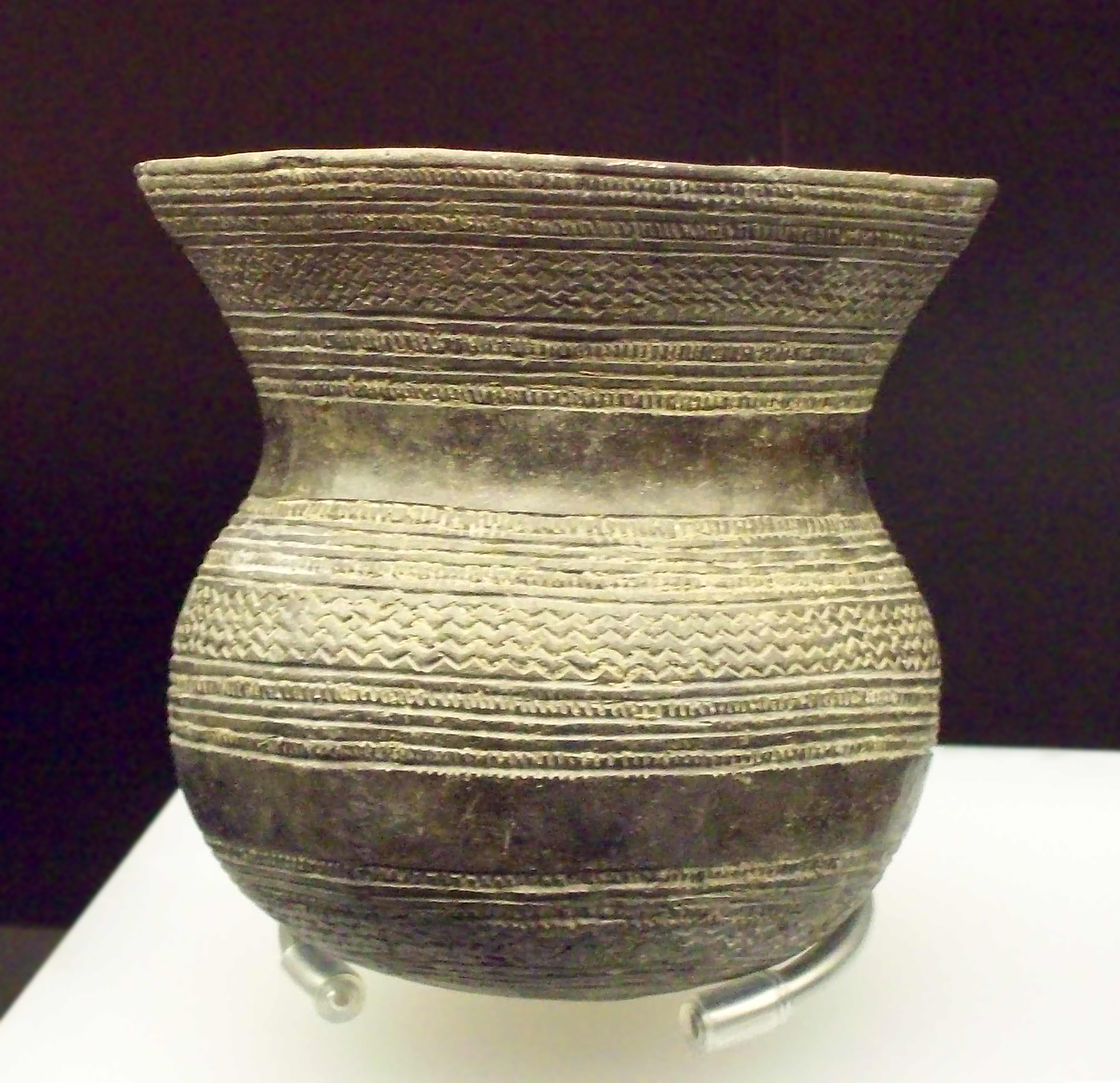
Vaso campaniforme de Ciempozuelos. Sobre materiales que se han calentado, como la cerámica, se puede aplicar la datación por termoluminiscencia.

La datación por termoluminiscencia es un método de datación absoluta empleado en arqueología para determinar la edad de elementos que hayan sido sometidos a calentamiento, como hogares o cerámicas. También puede utilizarse para datar sedimentos eólicos, fluviales, marinos, costeros, rocas volcánicas y carbonato cálcico precipitado en cuevas. Se basa en las alteraciones que provocan las radiaciones ionizantes (radiación cósmica y radiactividad del entorno) en las estructuras cristalinas de los minerales, aumentando la termoluminiscencia de estos con el tiempo de exposición a la radiación. Existen varias formas de realizar este tipo de datación, destacan: técnica de «pre-dosis», de «grano fino» y de las «inclusiones».
Para poder emplear este ensayo es necesario que el elemento que va a ser datado (cerámica, piedra de horno...) contenga minerales termoluminiscentes (normalmente cuarzo) y que se haya visto sometido a una temperatura superior a 500 °C. En el caso de los sedimentos, estos han debido estar expuestos durante cierto tiempo a la luz del sol. Las muestras analizadas deben tener una antigüedad de entre 1.000 y 500 000 años.

## Termoluminiscencia

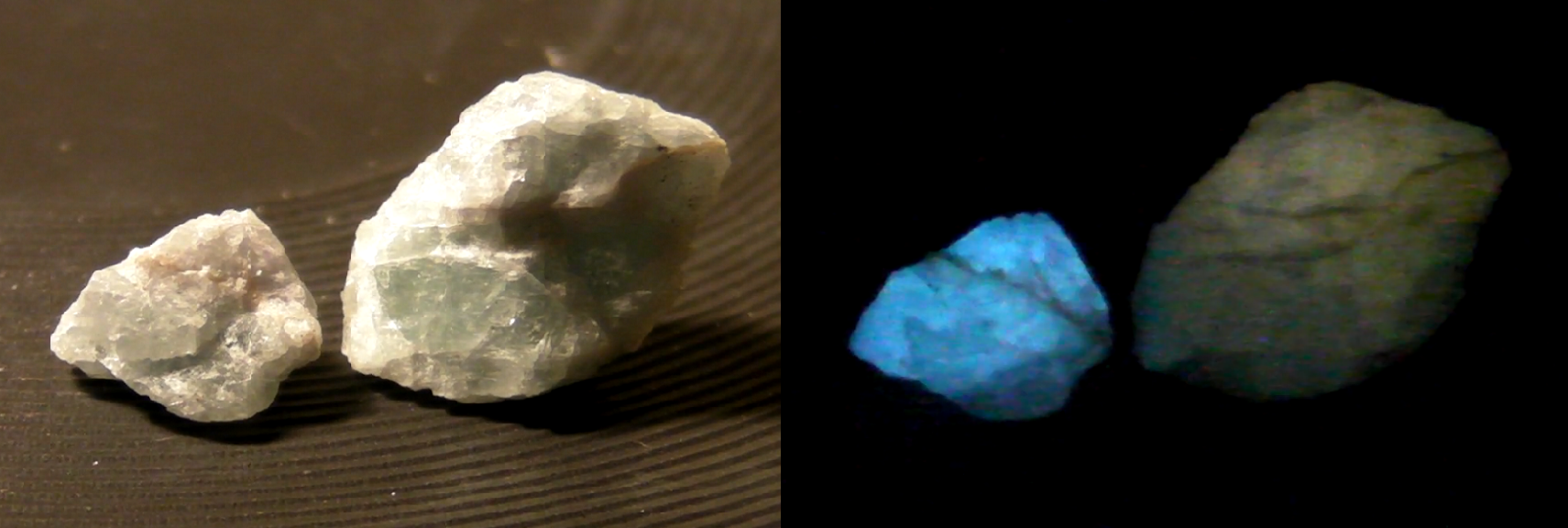
Termoluminiscencia de la fluorita cuando es calentada.

La termoluminiscencia es la emisión de luz por parte de ciertos minerales o sustancias cristalinas cuando son calentados. Esta emisión no debe confundirse con la producida por la incandescencia. Para que se produzca este fenómeno se deben de cumplir tres requisitos:
- para que un material sea termoluminiscente ha debido recibir radiación durante un periodo de tiempo;
- debe de ser un material aislante o semiconductor;
- hay que calentar el material.

La radiación ionizante provoca al incidir sobre un material que los electrones y los huecos pueden quedar atrapados en imperfecciones de la red cristalina (trampas), entre la banda de conducción y la banda de valencia. Cuanto mayor es el tiempo de exposición a la radiación, mayor es el número de electrones y huecos que pueden quedar atrapados en las trampas. Al calentar el material o con la exposición a luz estimulante, los electrones y los huecos se «liberan», volviendo a su estado natural y deshaciéndose del exceso de energía que habían adquirido, emitiendo fotones.
Se puede representar en una gráfica la variación de la intensidad de la luz emitida por un material con la temperatura a la que se ve sometido, denominada curva de brillo (Glow curve).
La fluorita, el apatito o la calcita son ejemplos de minerales termoluminiscentes.

## Datación

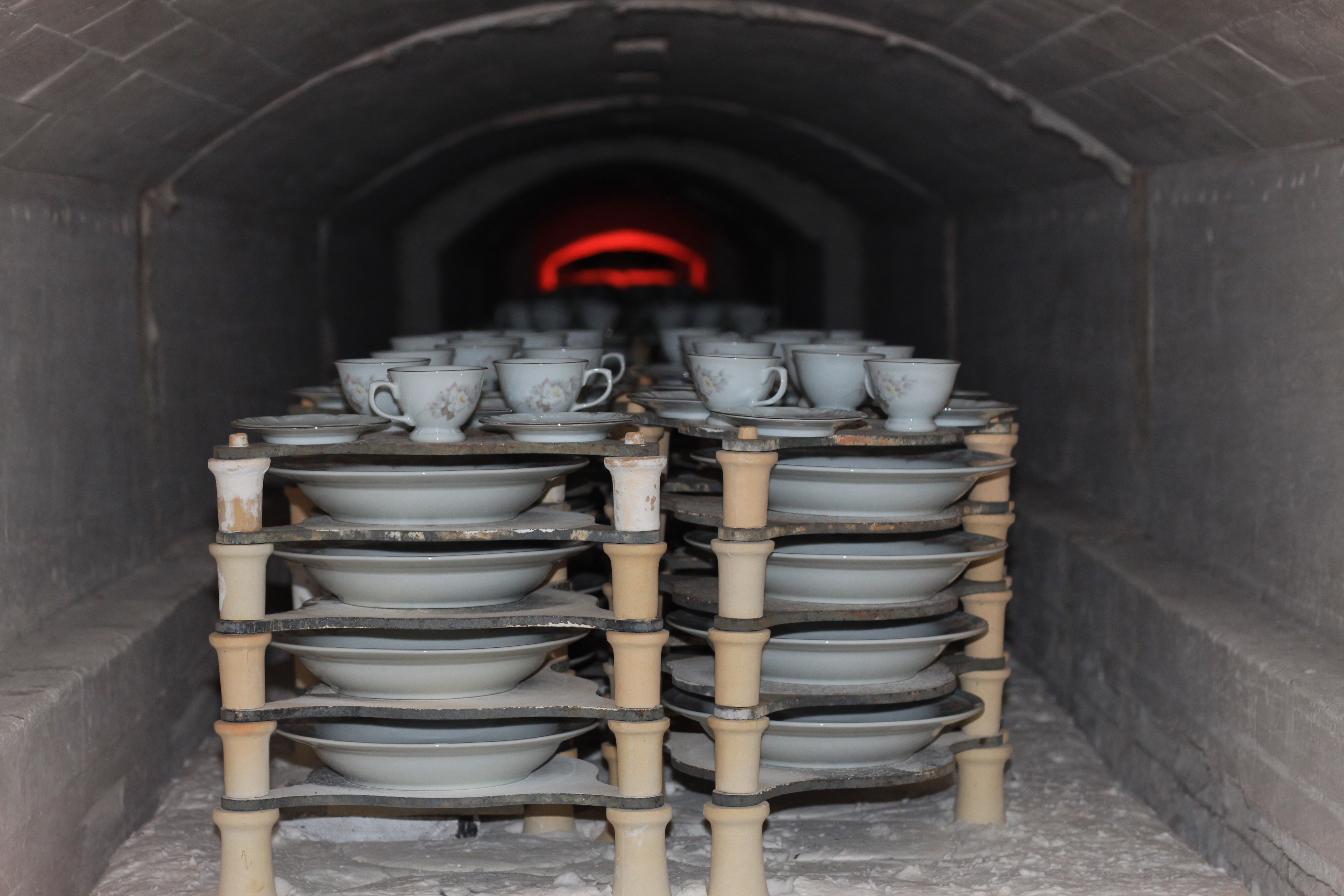
Al hornear la cerámica los minerales que la componen pierden su termoluminiscencia hasta que vuelven a recibir radiación ionizante.

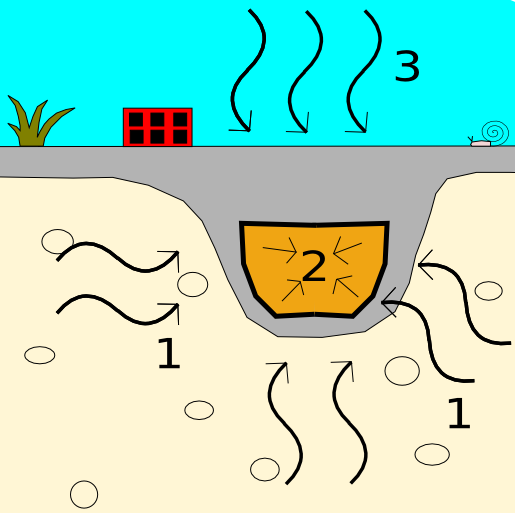
Esquema de un fragmento de cerámica en un yacimiento arqueológico donde se muestran los distintos tipos de radiación ionizante que inciden sobre ella: 1, radiactividad del entorno; 2, radiactividad emitida por la propia cerámica y 3, rayos cósmicos.

La datación por termoluminiscencia parte de la base de que todo cuerpo que ha sido sometido a una determinada temperatura o que ha recibido luz solar pierde su termoluminiscencia al haber «liberado» a los electrones de las trampas. Dichas trampas volverán a albergar a electrones a medida que reciba de nuevo radiación. Luego, la edad en años de un objeto que ha sido calentado (cerámica, por ejemplo) será igual a la cantidad de radiación absorbida por el objeto desde su horneado dividida por la cantidad de radiación que recibe al año:
{\displaystyle a=P(Gy)/D(Gy/a)}
Donde:
{\displaystyle a} es la edad en años.
{\displaystyle P(Gy)} es la radiación absorbida en grays desde el calentamiento o exposición a la luz (paleodosis).
{\displaystyle D(Gy/a)} es la radiación absorbida en un año (dosis anual).

### Cálculo de la dosis anual
La dosis absorbida proviene de dos fuentes, interna y externa.

#### Dosis interna
La dosis de radiación interna se corresponde con emisiones de partículas alfa, partículas beta y rayos gamma procedentes del uranio (U), torio (Th), potasio (K) y rubidio (Rb) radiactivos presentes en el elemento que se quiere datar.

#### Dosis externa
La dosis externa proviene de los rayos cósmicos y de los núcleos radiactivos presentes en el sedimento. Debido a que las partículas alfa y beta tienen poca capacidad de penetración, a la muestra que se va a datar se le puede eliminar 2 mm de su superficie, por lo que solo hay que tener en cuenta a los rayos gamma. Se asume que la dosis suministrada por los rayos cósmicos es constante.
Se puede concluir que:
{\displaystyle D(Gy/a)=Di+(Drc+Drg)}
Donde:
{\displaystyle D(Gy/a)} es la radiación absorbida en un año (dosis anual).
{\displaystyle Di} es la dosis interna.
{\displaystyle Drc} es la dosis externa recibida por rayos cósmicos.
{\displaystyle Drg} es la dosis externa recibida por rayos gamma.
Para la medición de las dosis interna y externa se pueden utilizar dosímetros.

### Cálculo de la paleodosis

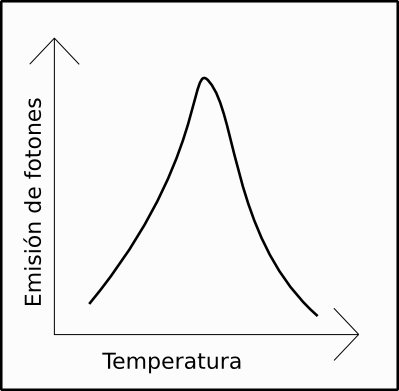
Esquema de una curva de brillo.

Para el cálculo de la paleodosis se ha de calentar a una tasa constante el material a estudiar para luego medir la luz emitida con un fotomultiplicador, con lo que se obtendrá una curva de brillo. Para hallar la paleodosis se pueden emplear varios métodos:
- Método de la adición de dosis: se divide la muestra en varias partes; en una de ellas se mide la termoluminiscencia natural y en el resto se realizan mediciones de la termoluminiscencia después de someterlas a distintas dosis de radiación en el laboratorio. Después se dibuja una curva que una todos los valores obtenidos y se continua hasta el eje donde se representa la dosis, obteniendo la paleodosis.[19]
- Método regenerativo: se separan varias fracciones de la muestra para medir su termoluminiscencia. Una vez medida, se las irradia con distintas dosis para volver a medir su termoluminiscencia, obteniendo una curva. Se compara el valor de luminiscencia natural con el mismo valor presente en la curva y obtenemos la paleodosis.[8]
- Método del blanqueado parcial: se dibujan dos curvas; una de ellas resultado de aplicar el método de la adición y otra con fracciones de muestras que han sido parcialmente «blanqueadas», es decir, que se les ha expuesto a una luz para conseguir que pierdan parte de su luminiscencia original. El punto donde las dos curvas se cruzan nos van a definir la paleodosis.[8]

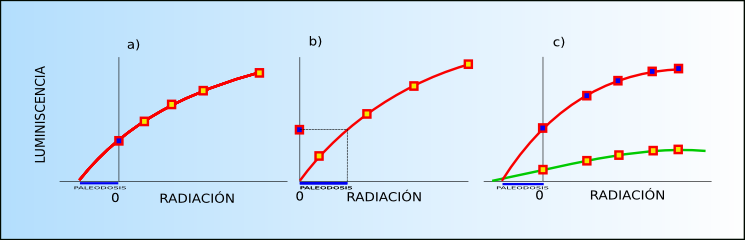
Gráficos que representan los distintos métodos para calcular la paleodosis: a) Método de la adición de dosis; b) Método regenerativo y c) Método del blanqueado parcial.

## Métodos

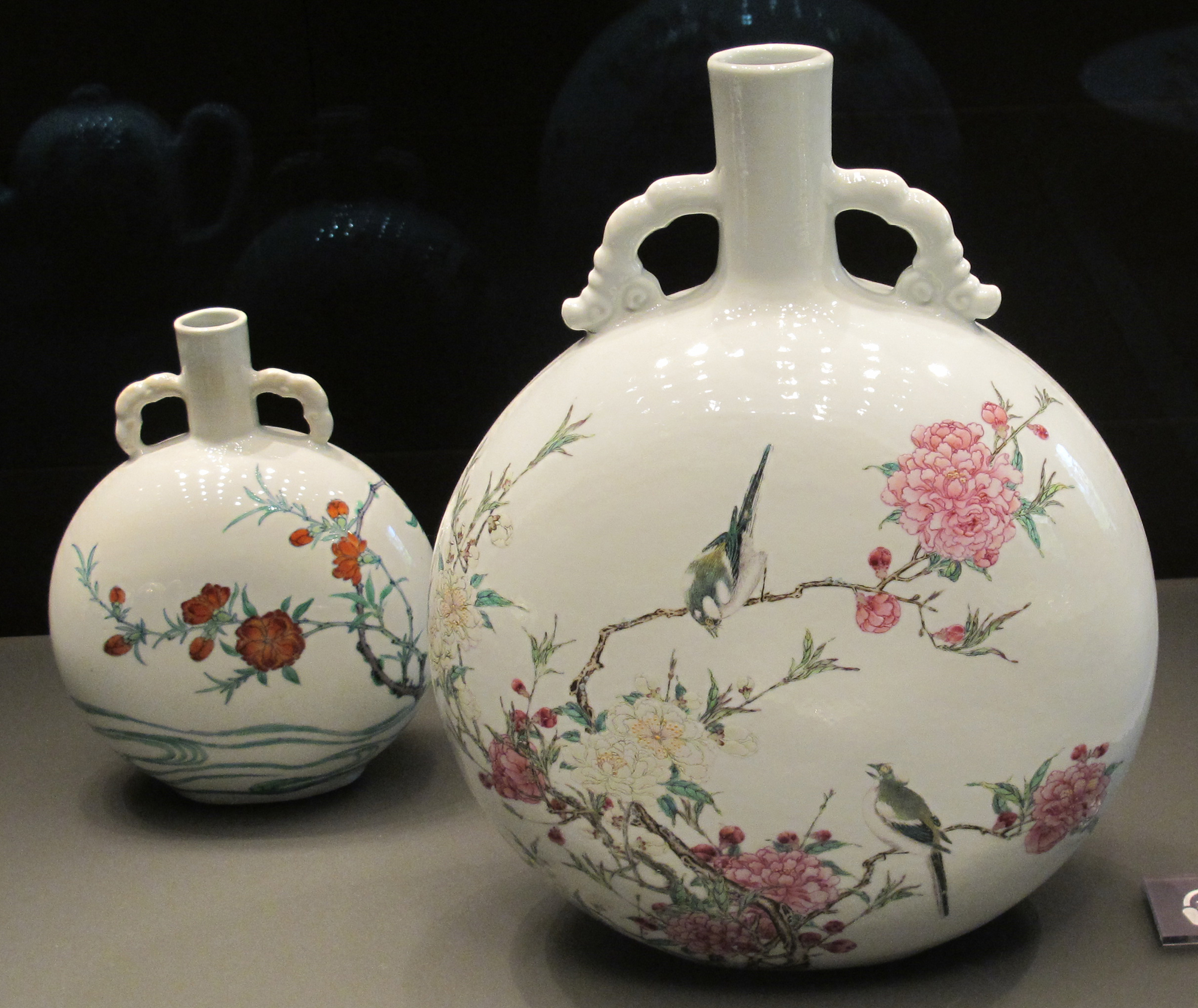
El método de la predosis es apropiado para la datación de la porcelana.

Los métodos más empleados son el grano fino, las inclusiones (o grano grueso) y la pre-dosis (o predosis):
- Inclusiones: el ensayo se realiza sobre granos con un diámetro superior a 60 μm.[21]  Normalmente se utiliza cuarzo debido a su poca radiactividad, su abundancia y a que su termoluminiscencia es muy marcada.[22] Para recoger la muestra se eliminan 2 mm de la superficie, se machaca la muestra y con un juego de tamices se seleccionan los granos del diámetro adecuado; después las muestras se tratan con HCl y HF para eliminar los feldespatos y las calcitas y que queden concentrados los cuarzos.[23]
- Grano fino: con este método no se emplean granos individuales, sino que se recoge una muestra de material de grano muy fino (4 y 11 μm)[21] de distintas composiciones. Normalmente se emplea un taladro especial para separar el material a analizar y se somete a una serie de procesos para eliminar las fracciones que presentan un diámetro de grano distinto al aconsejado.[24] Se suele utilizar con trozos de cerámica y es útil en zonas donde no abunda el cuarzo.[25]
- Predosis: se basa en que el pico de los 110 °C de la curva de brillo del cuarzo provee información sobre la paleodosis que ha recibido el mineral.[20][26] Se ha observado que a esa temperatura hay diferencias en la emisión y que estas diferencias se pueden relacionar con la paleodosis;[27] Para ejecutar este ensayo de debe irradiar y calentar la muestra hasta los 500 °C varias veces.[28] Se suelen emplear granos de cuarzo de entre 90 y 150 μm.[29]

## Equipo

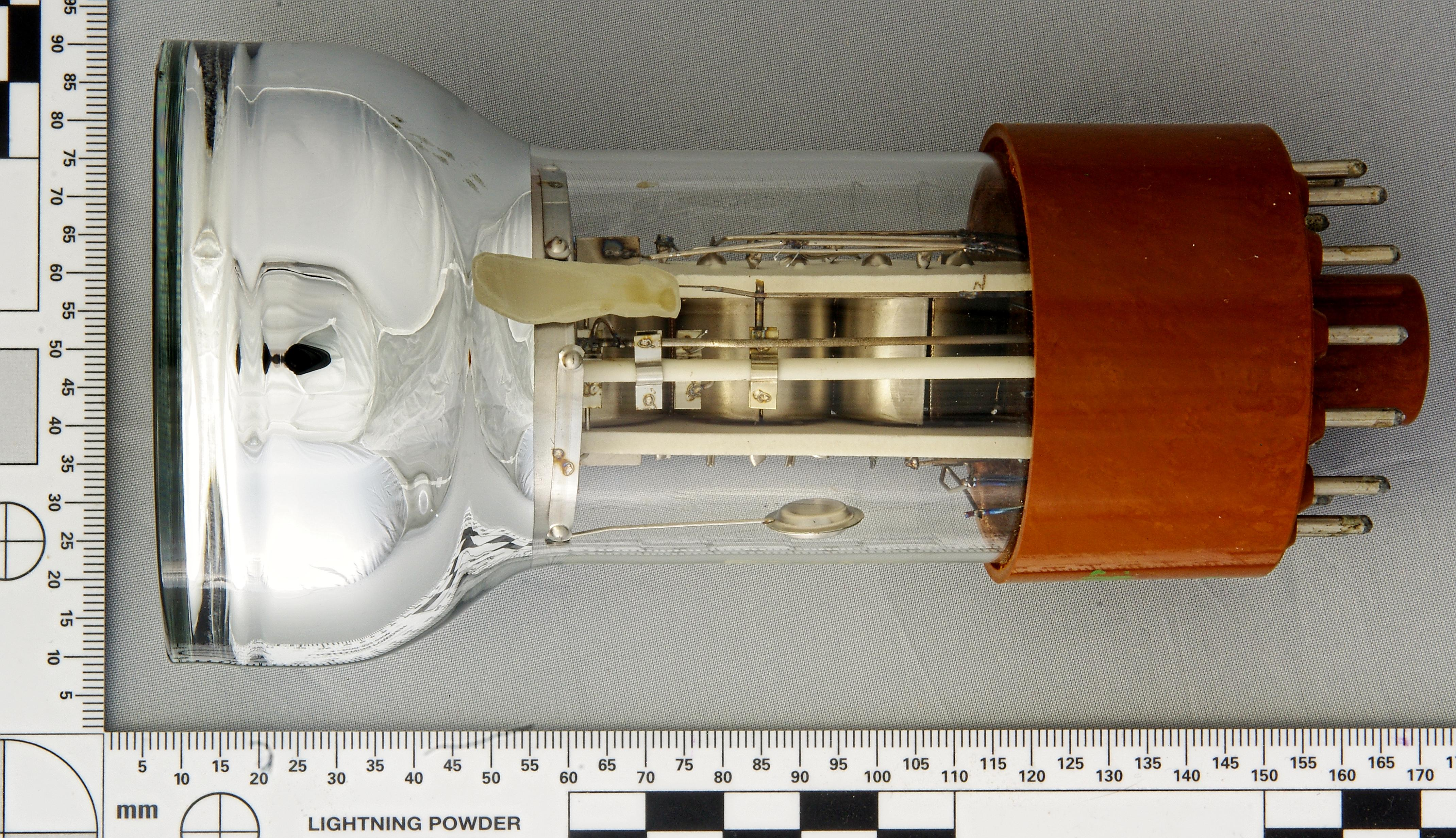
Fotomultiplicador.

Además de ciertas herramientas como tamices, taladros y placas de vidrio, el equipo necesario para realizar las dataciones es:
- Dosímetros: en caso de datar material arqueológico puede ser necesario disponer varios dosímetros en el yacimiento, a ser posible en condiciones similares a las de la pieza que se desea datar, y deseablemente durante un periodo de un año.[30] Con las medidas obtenidas se podría calcular la dosis anual, pero debido a que este lapso de tiempo es bastante prolongado, normalmente se utilizan otros métodos indirectos para calcular ese dato.[1]
- Tubo fotomultiplicador: es un aparato que convierte la luz en corriente eléctrica; para ello se provoca que los fotones impacten en una placa (fotocátodo), de la que se van a desprender electrones que van a ser atraídos por otra sucesión de placas (dínodos). Al final del proceso cada fotón va a producir una corriente eléctrica de entre 106 y 107 electrones.[31] Los datos obtenidos los procesa un ordenador, que a la vez recaba la información de la temperatura del horno.[1]
- Horno: debe ser capaz de aumentar la temperatura unos 20 °C/s, y debe poseer un sistema de vacío. Los datos de temperatura los recoge un ordenador, y con estos datos y los obtenidos con el tubo fotomultiplicador se podrá dibujar una curva de brillo.[1]

## Historia del uso de la termoluminiscencia para datar

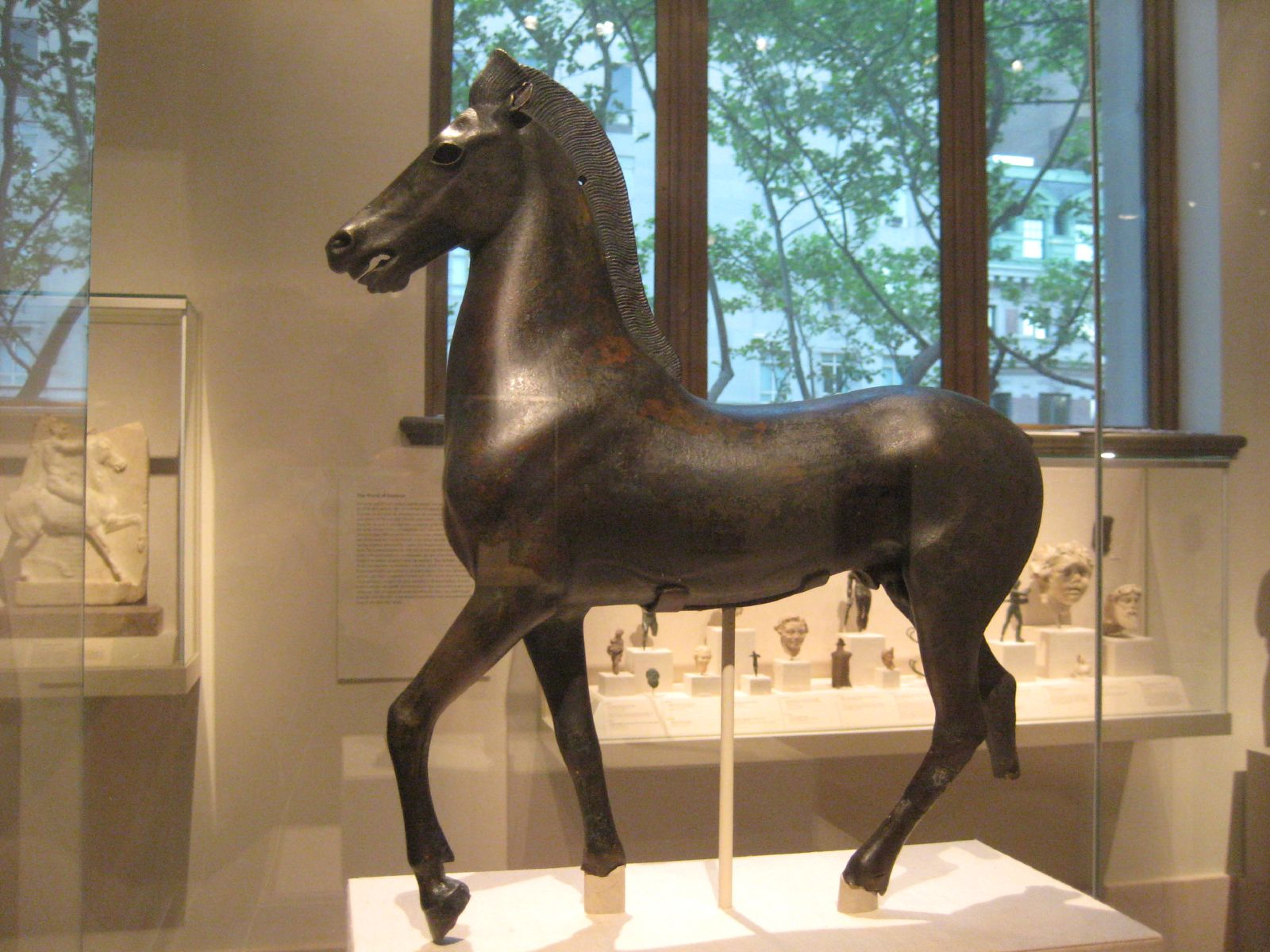
Caballo de bronce del siglo I a. C. expuesto en el Museo Metropolitano de Arte de Nueva York. Su antigüedad fue corroborada empleando la datación por termoluminiscencia en el molde.

Martin Aitken fue el primer científico que empleó la termoluminiscencia para la datación de cerámica. Publicó los datos en la revista Nature en el año 1964 y a lo largo de la década de 1960 empezó a generalizarse el uso del nuevo método, cuyos resultados se publicaban en su mayoría en la revista Archaeometry. En esa década ya se empleaban los métodos de grano fino y de grano grueso o inclusiones.
En la década de 1970 se empezó a utilizar para datar arcilla cocida de distintos yacimientos y se pudo contrastar con el empleo del carbono-14. También se empleó para detectar  falsificaciones. Se desarrolló el método de la pre-dosis, que debido a su sensibilidad se utiliza en el estudio de los restos de menor antigüedad. A finales de esa década y a principios de la década de 1980 se empezaron a datar elementos no cerámicos, como piedras que habían sido calentadas. También se empezaron a fabricar nuevos aparatos para realizar los ensayos. Se empezó a plantear la posibilidad de emplear la termoluminiscencia para datar sedimentos; se intentaron datar loess y sedimentos depositados en ambientes marinos profundos. Entre mediados de esa década y la década de 1990 se empezó a utilizar una técnica nueva denominada luminiscencia estimulada ópticamente (OSL), que es la más utilizada para establecer la edad de sedimentos.
La técnica tiene una amplia aplicación, y es relativamente barata, con unos US $ 300-700 por objeto; idealmente se prueban varias muestras. Los sedimentos son más caros hasta la fecha.